# A. R. Ammons
Archie Randolph Ammons (* 18. Februar 1926 in Whiteville, North Carolina; † 25. Februar 2001 in Ithaca, New York) war ein US-amerikanischer Hochschullehrer und Dichter, der nicht nur den Bollingen Prize for Poetry und den National Book Critics Circle Award, sondern auch zwei Mal den National Book Award in der Kategorie Lyrik erhielt.

## Biografie
Der Sohn eines Tabakpflanzers leistete während des Zweiten Weltkrieges seinen Militärdienst in der US Naval Reserve und begann nach dem Ende des Krieges ein Studium am Wake Forest College, das er 1949 abschloss. Anschließend absolvierte er ein postgraduales Studium an der University of California, Berkeley.
Sein literarisches Debüt gab er 1955 mit der Anthologie Ommateum: With Doxology, der 1963 der Gedichtband Expressions of Sea Level folgte.
1964 nahm er den Ruf auf eine Professur für kreatives Schreiben an der Cornell University in Ithaca an und lehrte dort bis zu seiner Emeritierung 1998.
In der Folgezeit erschienen die Anthologien Corson's Inlet (1965), Tape for the Turn of the Year (1965), Uplands (1970) sowie Collected Poems 1951-1971 (1972), für die er 1973 erstmals den National Book Award in der Kategorie Lyrik verliehen bekam. Für seinen Gedichtband Sphere (1974) wurde ihm 1975 der Bollingen Prize for Poetry verliehen. Danach veröffentlichte er mit Selected Longer Poems (1980), A Coast of Trees (1981), das mit dem National Book Critics Circle Award für Lyrik ausgezeichnet wurde, Selected Poems (1987) und Sumerian Vistas (1988) einige weitere Bände seiner Gedichte.
Für den Gedichtband Garbage (1993) erhielt er zwanzig Jahre nach Collected Poems 1951-1971 im Jahr 1993 einen weiteren National Book Award für Lyrik. Zuletzt erschien von Ammons, der von dem Literaturkritiker Harold Bloom zu den bedeutendsten damals lebenden Dichtern der USA gerechnet wurde, 1997 die Anthologie Glare.
1978 wurde er in die American Academy of Arts and Sciences und 1990 in die American Academy of Arts and Letters gewählt. 1981 war er MacArthur Fellow.